# 阿默斯特 (科羅拉多州)
阿默斯特（英語：Amherst）是位於美國科羅拉多州菲利普斯縣的一個人口普查指定地區。

## 地理
阿默斯特的座標為40°40′55″N 102°09′58″W / 40.68194°N 102.16611°W，而該地最高點為海拔高度1125米（即3691英尺）。

## 人口
根據2010年美國人口普查的數據，阿默斯特的面積為1.17平方千米，當中陸地面積為1.17平方千米，而水域面積為0.00平方千米。當地共有人口58人，而人口密度為每平方千米49人。